# Bruce Myers
Bruce Myers (Radcliffe, 12 aprile 1942 – Parigi, 15 aprile 2020) è stato un attore e regista teatrale britannico.

## Biografia
Frequentò la Royal Academy of Drama Art a Londra. Diventò ben presto attore della Royal Shakespeare Company fino all'incontro con Peter Brook nel 1970, col quale lavorò in tutti gli spettacoli del Centro Internazionale di Creazione Teatrale diretti a Parigi al Theatre Bouffes du Nord, compiendo anche tournée in tutto il mondo. Partecipò a vari allestimenti tra cui The Mahabharata, Amleto, La Tempète, Il grande inquisitore e Love is My Sin. 
Al cinema apparve nei film L'insostenibile leggerezza dell'essere di Philip Kaufman, Mahabharata di Peter Brook, Le petit lieutenant di Xavier Beauvois.
Negli corso degli anni firmò varie regie teatrali, tra cui Il Dibbuk di Semën An-skij e il Sogno di una notte di mezza estate di William Shakespeare, in co-regia con Luca Giberti. Organizzò workshop in diverse città del mondo, Rio de Janeiro, Adelaide, New York, Gerusalemme, Londra, Vienna, Melbourne e tante altre. In Italia collaborò col Piccolo Teatro di Milano, con la Biennale Teatro di Venezia e dal 2009 con il Centro di Creazione Teatrale Internazionale "Policardia Teatro" in Versilia; oltre a tenere spesso laboratori in varie città italiane come a Roma, fu docente presso l'Accademia nazionale d'arte drammatica, Ferrara, Torino e Palermo. Numerosi suoi lavori continuano tuttora a girare il mondo intero. 
Myers è morto a Parigi il 15 aprile 2020, vittima di complicazioni da Covid-19.

## Filmografia parziale

### Cinema
- 2000: la fine dell'uomo (No Blade of Grass), regia di Cornel Wilde (1970)
- Incontri con uomini straordinari (Meetings with Remarkable Men), regia di Peter Brook (1979)
- Alla 39ª eclisse (The Awakening), regia di Mike Newell (1980)
- Acque profonde (Eaux profondes), regia di Michel Deville (1981)
- L'insostenibile leggerezza dell'essere (The Unbearable Lightness of Being), regia di Philip Kaufman (1988)
- Henry & June, regia di Philip Kaufman (1990)
- I ricordi di Abbey (The Browning Version), regia di Mike Figgis (1994)
- Un mondo quasi sereno (Un monde presque paisible), regia di Michel Deville (2002)
- Le Petit Lieutenant, regia di Xavier Beauvois (2005)

### Televisione
- La rivoluzione francese (La révolution française) – miniserie TV (1989)
- Il Mahābhārata (The Mahabharata), regia di Peter Brook – miniserie TV (1989)
- Relic Hunter – serie TV, episodio 2x21 (2001)
- Page Eight, regia di David Hare - film TV (2011)

## Teatro
- Timone d'Atene di William Shakespeare, regia di Peter Brook, Théâtre des Bouffes du Nord (1974)
- Les Iks di Colin Turnbull, regia di Peter Brook, Théâtre des Bouffes du Nord (1975)
- Misura per misura di William Shakespeare, regia di Peter Brook, Théâtre des Bouffes du Nord (1978)
- La conferenza degli uccelli tratto da Farid al-Din 'Attar, regia di Peter Brook, Festival di Avignone, Théâtre des Bouffes du Nord (1979)
- L'Os de Mor Lam de Birago Diop, regia di Peter Brook, Théâtre des Bouffes du Nord (1979)
- La Tempesta di William Shakespeare, regia di François Barthélemy, Jean-Michel Déprats e François Marthouret, Théâtre Gérard Philipe (1981)
- Tito Andronico di William Shakespeare, regia di Bruno Boëglin, Festival d'Avignon, Théâtre national de Strasbourg (1981)
- Le Mahâbhârata, regia di Peter Brook, Festival d'Avignon (1985)
- Io sono un fenomeno tratto da Una prodigiosa memoria di Alexander Luria, regia di Peter Brook (1998)
- Amleto di William Shakespeare, regia di Peter Brook (2000)
- 2003 : Zio Vanja di Anton Chekhov, regia di Julie Brochen, Théâtre de l'Aquarium Festival d'automne à Paris
- La Marquise d'O di Heinrich von Kleist, regia di Lukas Hemleb, Comédie de Valence, Le Cratère Alès (2006)
- Love is My Sin tratto dai Sonetti di William Shakespeare, (con Natasha Parry) regia di Peter Brook, Théâtre des Bouffes du Nord (2009)
- Il grande inquisitore (I fratelli Karamazov) tratto da Dostoevskij, regia di Peter Brook (2010)